# Ramzi Garmou
Ramzi Garmou, Ist. del Prado (Zaxo, Iraque, 5 de fevereiro de 1945) é um clérigo iraquiano e arcebispo católico caldeu emérito de Diyarbakır.

## Biografia
Ramzi Garmou entrou no Seminário dos Padres Dominicanos em Mossul e continuou os estudos no Istituto del Prado na França. Em 13 de janeiro de 1977, recebeu o Sacramento da Ordem para a Arquieparquia de Teerã. Iniciou seu ministério na paróquia de Nossa Senhora do Perpétuo Socorro em Bagdá, antes de ser enviado para Teerã. Ele fala caldeu, árabe, persa e francês.
O Papa João Paulo II o nomeou em 5 de maio de 1995 como arcebispo coadjutor de Teerã dos Caldeus. O Patriarca Católico Caldeu, Rafael I Bidawid, o consagrou em 25 de fevereiro de 1996, na Catedral de São José em Teerã; os co-consagradores foram o arcebispo de Teerã, Youhannan Semaan Issayi, e o arcebispo de Urmia, Thomas Meram.
Em 7 de fevereiro de 1999, Garmou tornou-se arcebispo de Teerã, sucedendo o falecido Youhannan Semaan Issayi. No ano de 2001, foi nomeado Administrador de Ahvaz dos Caldeus. De 2007 a novembro de 2011, foi presidente da Conferência Episcopal Iraniana.
Foi também Visitador Apostólico para os cristãos caldeus que vivem na Europa de 20 de julho de 2013 a 19 de novembro de 2016, com a nomeação de Mons. Saad Sirop. De 2015 a 2017, foi novamente presidente da Conferência Episcopal Iraniana.
Em sua posições, Dom Ramzi Garmou falou em diversos países sobre a perseguição religiosa no Irã e com a comunidade caldeia em diáspora.
Em 22 de dezembro de 2018, a Santa Sé anunciou sua nomeação como Arcebispo de Diyarbakır pelo Patriarca da Babilônia, Louis Raphaël I Cardeal Sako. Permaneceu como Administrador Patriarcal de Teerã dos Caldeus de sua nomeação até agosto de 2021.
No verão de 2019, o arcebispo Garmou teve negada a renovação do seu visto e foi impedido de retornar ao Irã.
Arcebispo Ramzi Garmou teve sua renúncia aceita pelo papa em 24 de maio de 2023.